# Rekavíkurfjall
Rekavíkurfjall är ett berg i republiken Island. Det ligger i regionen Västfjordarna, 260 km norr om huvudstaden Reykjavík. Toppen på Rekavíkurfjall är 613 meter över havet.
Trakten runt Rekavíkurfjall är nära nog obefolkad, med mindre än två invånare per kvadratkilometer. Det finns inga samhällen i närheten. Trakten runt Rekavíkurfjall är permanent täckt av is och snö.